# Stolní hra

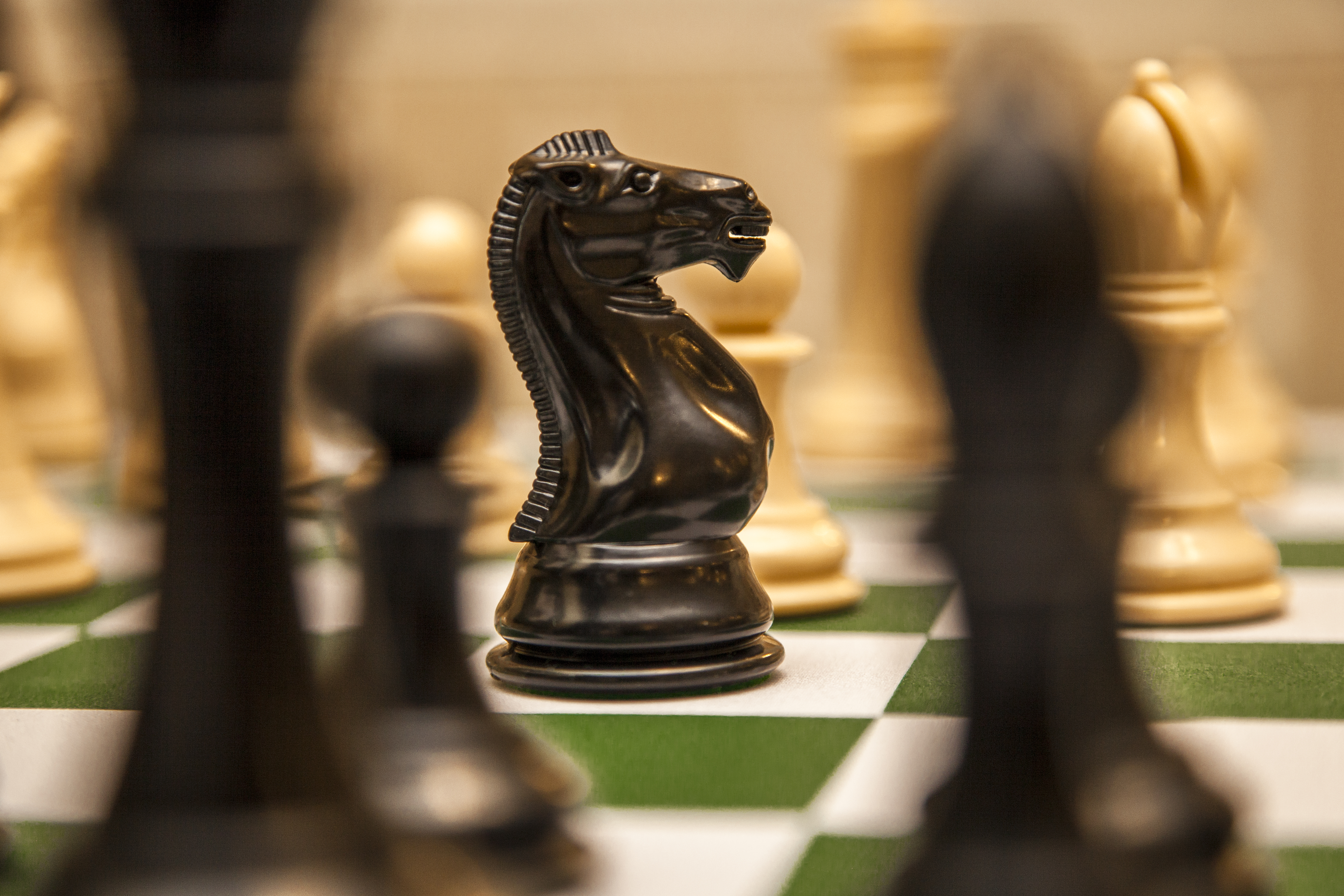
Šachy jsou nejpopulárnější stolní hrou, řadí se mezi deskové hry

Stolní hra je typ hry, která se hraje na stole nebo na jiném plochém povrchu. Zahrnuje deskové hry hrané na herním plánu, karetní hry, kostkové hry (hrací kostky, domino), hry s tužkou a papírem, stolní hry na hrdiny (RPG) a jiné.

## Historie
Archeologické nálezy dokazují, že propracované herní plány byly zprvu vyrývány do kamene či hliněných tabulek. Jako hrací kameny nebo figury nejčastěji sloužily oblázky. Velmi zajímavý je nález z hrobky vládců v jižní Mezopotámii (asi 2600 let př. n. l.) – našla se zdařilá dřevěná herní tabulka vykládaná světle modrým lazuritem a mušličkami. O tom, že stolní hry byly ve starověku velice oblíbené, svědčí i obrazy na zdech starověkých domů v Pompejích nebo ve skalních jeskyních v Indii.